# Pelias
Pelias (Πελίας) – w mitologii greckiej syn Posejdona i Tyro, król miasta Jolkos w Tesalii. 
Przejmując władzę, Pelias usunął z tronu przyrodniego brata Ajzona, któremu wcześniej urodził się syn Jazon. Nowy król postanowił zamordować niemowlę, ale dawny niewolnik Ajzona dowiedział się o tym i ostrzegł matkę, która rozgłosiła, że dziecko zmarło, po czym zaniosła owiniętego w purpurę Jazona do pieczary centaura Chejrona, który wychowywał chłopca aż do dorosłości. Osiągnąwszy wiek męski Jazon opuścił Chejrona i udał się do Jolkos.
Tymczasem Pelias otrzymał z wyroczni w Delfach ostrzeżenie, by wystrzegał się człowieka, który zejdzie z gór obuty w tylko jeden sandał. Od tej chwili król bacznie obserwował przybyszy z gór. Jazon, wędrując w stronę Jolkos, napotkał nad rzeką staruszkę, która poprosiła go o przeniesienie na drugi brzeg. Młodzieniec uczynił to bez wahania, nie wiedząc, że to bogini Hera, która postanowiła wypróbować jego uczynność. Od tej pory pani Olimpu stała się jego opiekunką.
Podczas przeprawy przez rzekę Jazon zgubił jeden sandał. Gdy wszedł do miasta, Pelias z miejsca odgadł, z kim ma do czynienia. Wezwał więc przybysza do pałacu i zapytał, co ten zrobiłby jako król, gdyby okazało się, że jeden z jego gości chce go zgładzić. Jazon bez zastanowienia odparł, że wysłałby tego gościa po mityczne złote runo. 
Pelias zginął po powrocie Argonautów z rąk własnych córek, które podstępem namówiła do tego Medea, żona Jazona: na ich oczach odmłodziła barana, krojąc go w kawałki i wrzucając do wrzątku. Pragnąc magicznie przywrócić ojcu młodość, córki zabiły go i zanurzyły jego poćwiartowane ciało w tym samym kotle, jednak Pelias nie powrócił do życia. Po tej zbrodni syn Peliasa Akastos wypędził Jasona i Medeę z Jolkos i objął tron po ojcu.
Córką Peliasa była Alkestis, żona króla Admeta, która nie brała jednak udziału w zabójstwie ojca.